# 688. grenadirski polk (Wehrmacht)
688. grenadirski polk (izvirno nemško 688. Grenadier-Regiment; kratica 688. GR) je bil pehotni polk Heera v času druge svetovne vojne.

## Zgodovina
Polk je bil ustanovljen 15. oktobra 1942 in dodeljen 337. pehotni diviziji. Junija 1944 je bil uničen v bojih.
Ponovno je bil ustanovljen 15. septembra 1944 za 337. ljudskogrenadirsko divizijo.